# 1.2.3.4.GO!ロック!
meg rockの「1.2.3.4.GO！ロック！」（メグロックのいち、に、さん、し、ゴー、ロック）は、ランティスウェブラジオにて配信されていたインターネットラジオ番組。パーソナリティは日向めぐみ。ただし番組内ではmeg rockと名乗る。

## 放送概要
- ランティスウェブラジオ：2005年12月8日～2006年6月28日、毎週水曜日更新。

## コーナー
ふつおた
お便りのコーナー。
教えて! meg rock!
meg rockの悩み・疑問をリスナーのお便りで解決するコーナー。
名前をつけてやる!
meg rockがモノの名前をつけるコーナー。
決めてやる！今夜!
リスナーの人生の選択をmeg rockに行なってもらうコーナー。
6子の部屋
meg rockの大叔母である「黒玉葱6子」がゲストに10項目の質問をするコーナー。ゲストへの質問も募集。